# ヤン・ソスニオク
ヤン・ソスニオク（Jan Sosniok、1968年3月14日 - ）は、ドイツの俳優。

## 出演作品
- ドラゴンの秘宝　ジークフリートの冒険（2005年）

- フルスピード（2005年）

- パニック・エスケープ（2006年）
- 彼女をＨにする方法　ダメ男のための恋愛マニュアル（2007年）

- レイダース　失われた魔宮と最後の王国（2008年、セバスチャン・ヘルマン役）

- エアポート/トルネード・チェイサー（2009年、ゲルト役）